# مسرح الدسمة
مسرح الدسمة يعد من المسارح الثقافية الضخمة لما يستضيفه من أحداث ثقافية وعروض مسرحية وهو من أشهر المسارح الكويتية حث يستضيف العديد من المهرجانات الثقافية والأدبية والاجتماعية التي يقدمها المسرح لجميع رواده.